# アーネスト キャンプに行く!
『アーネスト キャンプに行く!』（Ernest Goes to Camp）は、1987年のアメリカ合衆国のコメディ映画。ジム・ヴァーニー演じる登場人物アーネスト・P・ウォレル作品の第2作目である。また本作は、アイアン・アイズ・コディの最後の出演作である。

## ストーリー
かつてインディアンが儀式を行っていた場所にあるキッカキー・キャンプ場で、アーネスト・P・ウォレルはキャンプ指導員を夢見ながら雑用係として働いていた。そして毎年恒例のサマーキャンプが始まり、キャンプ場には多くの少年たちがやってきた。彼らが指導員に特訓を受けているとき、水泳の監視塔を建てていたアーネストはキャンプ場の医師でインディアンの血を引くクラウドに話しかけられる。彼女から予防注射をするよう言われたアーネストは、彼女と一緒に医務室へ行き注射を受けることにした。一方キャンプ指導員たちは、非行少年を収容する教護院から彼らもサマーキャンプに参加させるため迎えに来るよう要求されていた。犯罪者予備軍である少年たちに毎年手を焼かされていた指導員たちは気が進まなかったが、何か騒動を起こしたら直ちに送り返すつもりで受け入れることにした。
ティプトンから迎えを任されたアーネストはバスを運転して教護院を訪れ、職員からキャンプに参加する少年たちを紹介される。リーダー格のボビー、盗みの天才のクラッチフィールド、トラブルメーカーのダニー、施設のアインシュタインと呼ばれるチップ、クールなヴァーガス、そして小悪党のムスタファのそれぞれ一癖ある6人を連れてアーネストはキャンプ場に向けて出発する。バスの中で少年たちからちょっかいを出されたアーネストは、キャンプ場のバスに衝突させてしまい指導員たちから指導員になれないと烙印を押されてしまう。6人は来た早々に他の悪ガキからケンカを吹っかけられて騒ぎを起こし、指導員から罰として労働をさせられることになる。アーネストはゲテモノ好きなシェフのジェイクとエディから、得体の知れない料理の試食をさせられていた。そんななか、水泳の訓練で6人に冷たく当たっていた指導員のステニスが、彼らの反撃を受けて監視塔ごと湖に落っことされて骨折してしまう。困ったティプトンは、1人欠けた指導員の補欠としてアーネストを6人の指導員に任命する。

## キャスト
| 役名                                       | 俳優                         | 日本語吹替 |
| ------------------------------------------ | ---------------------------- | ---------- |
| アーネスト・P・ウォレル                    | ジム・ヴァーニー             | 江原正士   |
| セント・クラウド                           | ヴィクトリア・ラチモ         | よのひかり |
| シャーマン・クレイダー                     | ジョン・ヴァーノン           | 稲葉実     |
| チーフ・セント・クラウド                   | アイアン・アイズ・コディ     |            |
| ブロンク・スティンソン                     | ライル・アルゼイド           |            |
| ジェイク                                   | ゲイラード・サーテイン       |            |
| エディ                                     | ダニエル・バトラー           |            |
| ボビー・ウェイン                           | パトリック・デイ             |            |
| クラッチフィールド                         | スコット・メンヴィル         |            |
| ダニー                                     | ダニー・カプリ               |            |
| チップ・オズグッド                         | トッド・ロイド               |            |
| ブッチ・”バッバ”・ヴァーガス               | ジェイコブ・バルガス         |            |
| ムスタファ・”ムース”・ハキーム・ジョーンズ | ハキーム・アブドゥル＝サマド |            |
| ブルックス                                 | リチャード・スパイト・Jr     |            |
| エリオット・ブラッツ                       | バック・フォード             | 仲野裕     |
| ティプトン                                 | ラリー・ブラック             |            |
| ステニス                                   | エディ・シューマカー         |            |

## スタッフ
- 監督：ジョン・R・チェリー（英語版）
- 脚本：ジョン・R・チェリー、コーク・サムズ
- 製作：ステイシー・ウィリアムズ
- 製作総指揮：マーティン・アーリックマン、エルモ・ウィリアムズ
- 撮影監督：ハリー・マシアス、ジム・メイ
- 編集：マーシャル・ハーヴェイ
- 音楽：シェーン・キースター（英語版）
- 吹替翻訳：桜井裕子
- 吹替演出：佐々木由香
- 吹替録音製作：東北新社
- 吹替製作：Disney Character Voices International, Inc.

## サウンドトラック
全作曲：シェーン・キースター
- アシュリー・クリーヴランド（英語版）は、少年たちがテントを建てている間に流れる"We're Gonna win this One"を歌っている。
- ゲイリー・チャップマン（英語版）は、クレジットの間に流れる"Brave Hearts"を歌っている。
- アーネストは、彼と少年たちがキャンプ終了を悲しんでいるときに流れる"Gee I'm Glad It's Raining"を歌っている。
- アーネストが鼻歌で歌うのはタートルズの「ハッピー・トゥゲザー」で、本作のテーマソングとしても使われている。